# Поттига
Поттига (нем. Pottiga) — община в Германии, в земле Тюрингия. 
Входит в состав района Заале-Орла. Подчиняется управлению Зале-Реннштейг.  Население составляет 439 человек (на 31 декабря 2010 года). Занимает площадь 7,59 км².